# Phanerotomella flava
Phanerotomella flava är en stekelart som beskrevs av Herbert Zettel 1989. Phanerotomella flava ingår i släktet Phanerotomella och familjen bracksteklar. Inga underarter finns listade i Catalogue of Life.